# Clan Miyake

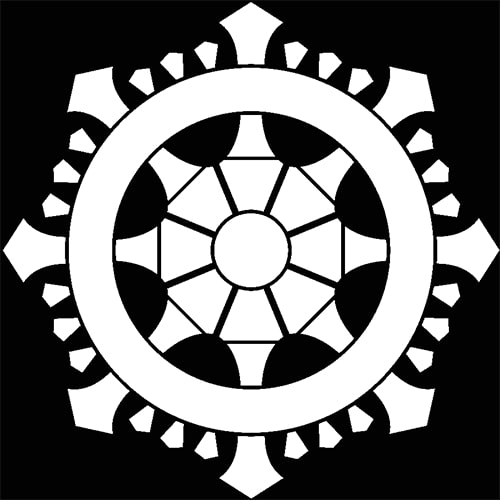
Mon du clan Miyake.

Le clan Miyake (三宅氏, Miyake-shi) est un important clan japonais de samouraïs de la période Sengoku et de l'époque d'Edo. Sous le shogunat Tokugawa, les Miyake, vassaux héréditaires du clan Tokugawa, comptent parmi les clans fudai daimyo.
Les Miyake prétendent descendre du célèbre guerrier Takanori Kojima de l'époque de Kamakura durant le XIVe siècle, bien que le fondement de cette prétention semble douteux. Au début de l'époque Sengoku, les Miyake sont basés au nord de la province de Mikawa et sont ennemis héréditaires du clan Matsudaira voisin. Cependant, en 1558, quand Masasadale est à la tête du clan, celui-ci se soumet aux Matsudaira.
Yasusada (1544-1615), fils de Masasada, sert comme général dans les armées de Tokugawa Ieyasu. Après la création du shogunat Tokugawa, il est nommé en 1604 daimyō du domaine de Koromo, un fief de 10 000 koku dans la province de Mikawa. Son fils Miyake Yasunobu (1563-1632) est transféré en 1620 au domaine d'Ise-Kameyama aux revenus de 20 000 koku. Les Miyake sont transférés de retour à Koromo où ils restent de 1636 à 1664 puis sont déplacés en 1665 au domaine de Tahara (12 000 koku) au sud de la province de Mikawa où ils demeurent jusqu'à la restauration de Meiji. Yasuyoshi Miyake (1831-1895), le dernier daimyō du domaine de Tahara, sert comme kannushi (guji) au sanctuaire Kunōzan Tōshō-gū sous le gouvernement de Meiji puis est fait vicomte (shishaku) dans la nouvelle organisation nobiliaire kazoku de l'ère Meiji.